# Южная правда
«Южная правда» — незалежна громадсько-політична газета Миколаївської області, одне з найстаріших і найбільш тиражних видань на Миколаївщині.

## Історія
Офіційною датою народження газети вважається 11 жовтня 1917 року. Перша назва газети — «Пролетарський прапор». Вона виникла як друкований орган миколаївських більшовиків, які організували збір коштів на її видання серед миколаївських робітників. Вже до кінця 1917 року її наклад становив близько п'яти тисяч примірників.
У лютому 1918 року газета отримала нове ім'я — «Влада праці» і стала органом міської Ради робітничих і селянських депутатів. У новому статусі газета виходила лише кілька місяців до окупації м. Миколаєва німецько-австрійськими військами. Після звільнення міста від інтервентів газета відновила свій вихід у березні 1919 року під назвою «Известия Николаевского Совета рабочих депутатов». У серпні вона була тимчасово закрита у зв'язку з наступом військ Денікіна. Після їх відходу газета почала виходити в січні 1920 року під назвою «Известия Николаевского губернского комитета».
Перші мирні роки після громадянської війни видання зустріло з назвою «Красный Николаев». У 1930 році його було змінено у зв'язку з проголошеним головним завданням першої п'ятирічки на «Шлях індустріалізації». Утворення Миколаївської області призвело до отримання газетою статусу обласної та нового перейменування в кінці 1937 року на «Більшовіцькій шлях». У серпні 1941 року у зв'язку з німецько-фашистською окупацією видання призупинило свій вихід.
Після повернення до міста радянської влади вихід газети відновлений у квітні 1944 під назвою «Південна правда», яка з грудня 1959 дублювалася російською мовою. При редакції функціонував університет робсількорів, з якого вийшло чимало журналістів національного рівня.
З перших років існування газети при ній організувалася літературно-творча група «Жовтень», яку відвідували багато культових письменників і поетів того часу. Наприклад — відомий в першій половині 20 століття поет Дем'ян Бєдний. 1923 в редакції обласної газети працював класик радянської літератури Едуард Багрицький, який також був активним учасником творчої групи.
Літературну традицію газета продовжує. З «Південної правдою» постійно співпрацюють члени Спілки письменників України поети В'ячеслав Качурін, Дмитро Кремінь (лауреат Шевченківської премії), Еміль Январьов, письменники Михайло Божаткін, Олександр Сизоненко, член Спілки письменників Росії миколаївець Євген Мірошниченко та інші.

## Сьогодення
Багато десятиліть «Южная правда» була партійною газетою, органом обласного комітету Комуністичної партії України. Діяльність газети було відзначено орденом Трудового Червоного Прапора.
Провал в 1991 році серпневого путчу дозволив колективу редакції вийти з під партійного ковпака і стати єдиним господарем газети. Наразі засновником «Южной правды» є не комерційна чи державна структура, а трудовий колектив редакції, видавцем — редакція газети.
Видання орієнтоване на широкі верстви населення.
Діяльність колективу редакції, який очолював голова правління обласної організації Національної спілки журналістів України Микола Стеценко, багаторазово відзначалася різними нагородами, одна з них — звання лауреата Міжнародного академічного рейтингу популярності і якості «Золота Фортуна».
«Южная правда» — найтиражніша газета в Миколаївському регіоні. Близько 95 відсотків його накладу реалізується за передплатою.
З 2004 року «Южная правда» та її додатки оголошені у всеукраїнську підписку.
Видання виходить тричі на тиждень разовим накладом в 25 тисяч примірників.
У вівторок і суботу — на 4 сторінках формату А2, у четвер — на 8 сторінках того ж формату.
Щотижневий тираж газети становить близько 75 тисяч примірників.

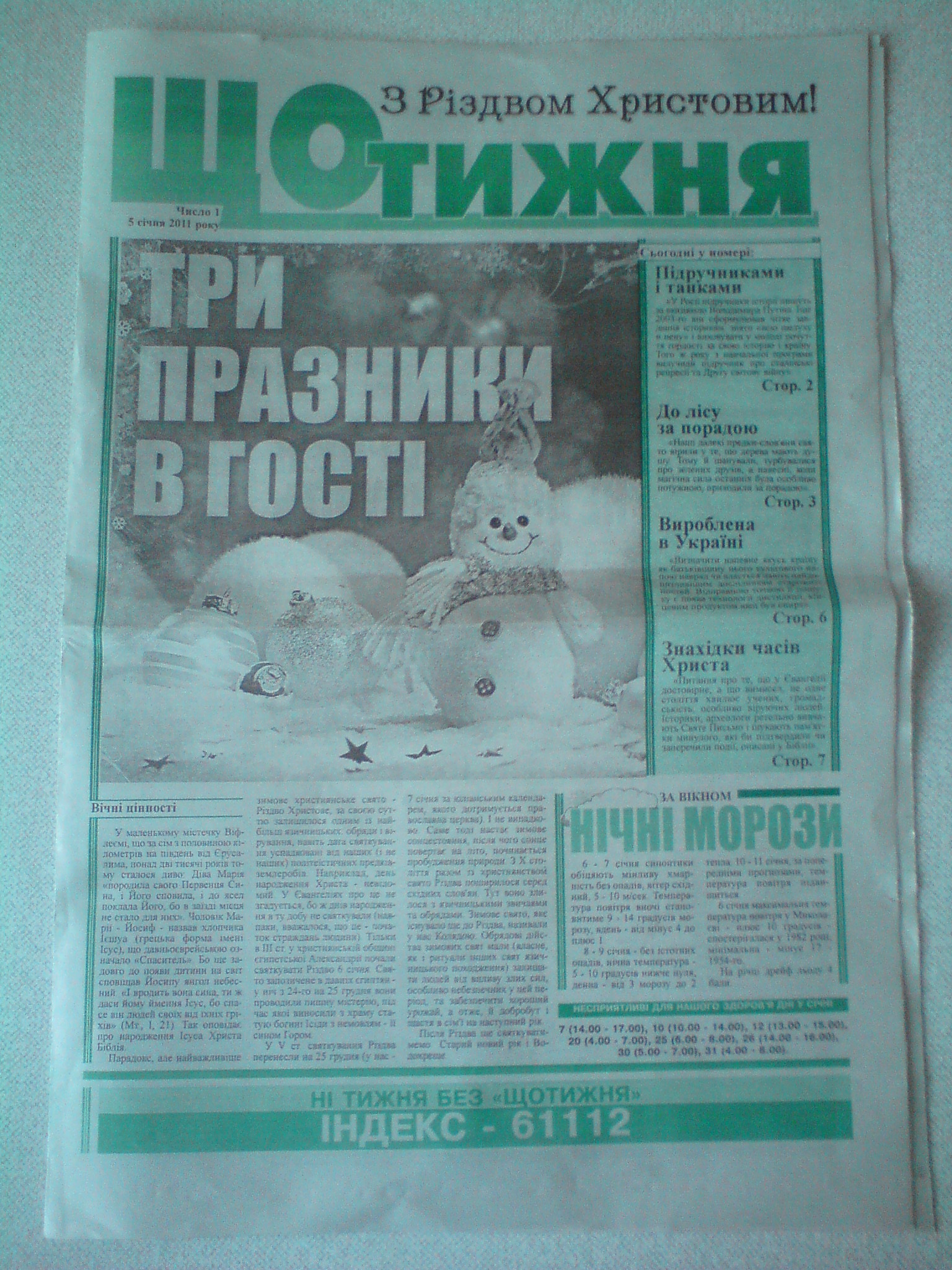
тижневик «Щотижня», 1 число за 2011 рік

## Дочірні видання
За останні роки газеті вдалося обзавестися дочірніми виданнями. На її базі в перебудовні роки виник один з перших в регіоні тижневиків рекламно-інформаційного профілю «Вестник Прибужья». Газета виходить на 16 сторінках формату АЗ щотижневим накладом близько 15 тисяч.
Для україномовного читача державною мовою видається тижневик «Щотижня», разовий тираж якого — близько 6 тисяч примірників.
Для молодіжної та студентської аудиторії «Южная правда» випускає тижневик «Новое поколение» накладом близько 2,5 тисяч.
З кінця 2003 року виходить тижневик «ЮЖНАЯ региональная общественно-политическая газета Украины», яка поширюється в Дніпропетровській, Запорізькій, Кіровоградській, Миколаївській, Одеській, Херсонській областях, в АР Крим, і активно освячує події в цих регіонах (газета виходить на 16 сторінках формату АЗ).